# Figurine Liebig

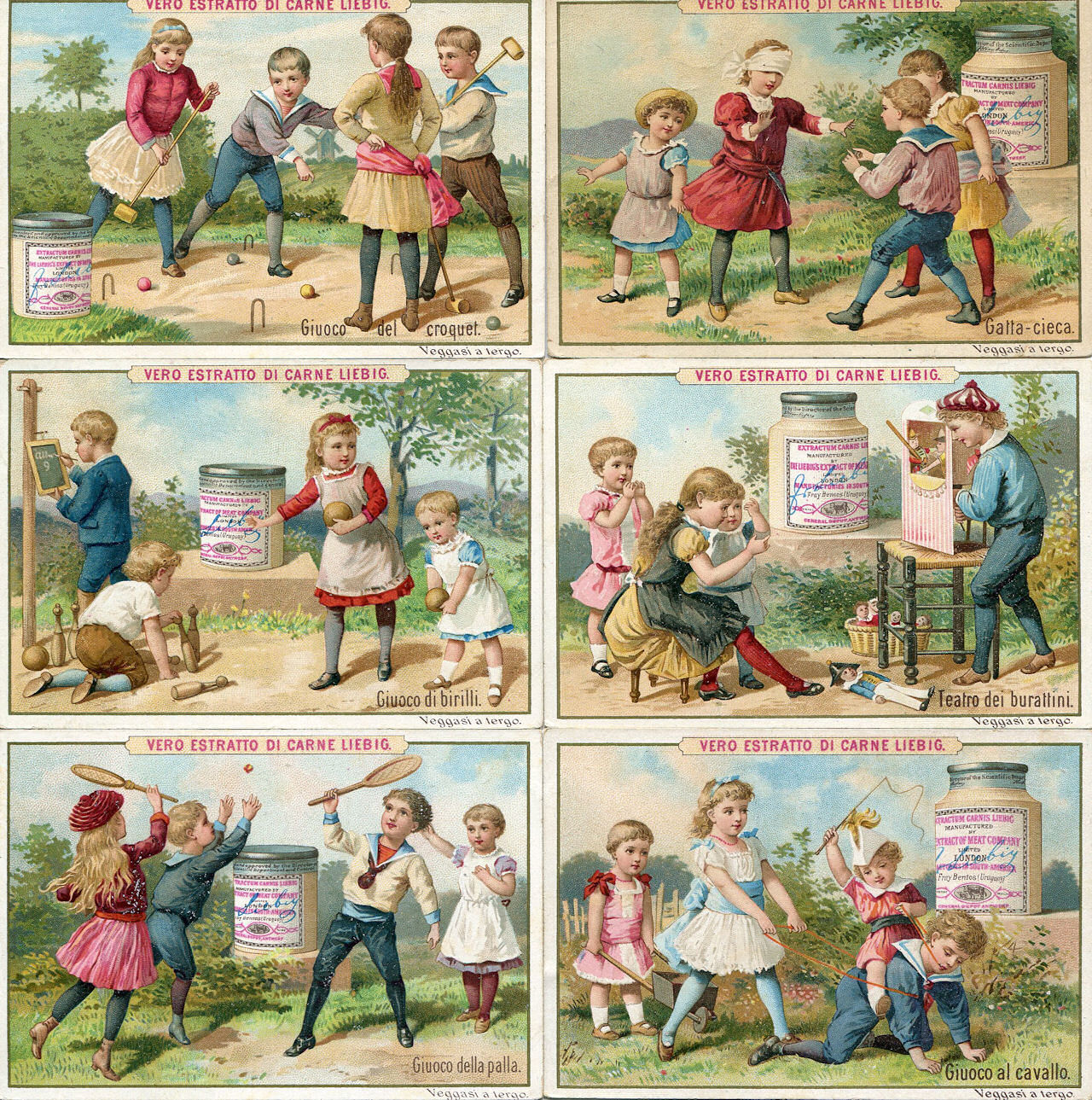
Serie Liebig Italiana n°344 (numerazione Catalogo Sanguinetti)

Le figurine Liebig furono una serie di figurine pubblicate dalla Liebig tra il 1872 e il 1975. In totale furono pubblicate 1871 serie di figurine, di cui la gran parte è formata da sei immagini accostate.

## Nascita e storia delle figurine Liebig
Le figurine Liebig hanno origine intorno alla metà del XIX secolo. In questo periodo in Francia si diffonde la "moda" di reclamizzare i propri prodotti regalando agli acquirenti diversi tipi di gadget – il più delle volte figurine stampate in bianco e nero oppure a colori attraverso la tecnica litografica. Solitamente tali figurine rappresentano le scene più varie e contemporaneamente promuovono un certo prodotto, vuoi direttamente nella vignetta, vuoi a tergo con scritte o messaggi pubblicitari diretti. A quel tempo erano ben poche le aziende che potessero permettersi una simile forma di pubblicità.
Il barone Justus Von Liebig sceglie di adottare lui stesso il sistema delle figurine per promuovere il suo estratto di carne, prima regalandole ai clienti e poi distribuendole attraverso una vera e propria raccolta punti. Le prime due serie sono stampate in Francia e sono costituite rispettivamente da 16 e da 12 figurine, tutte di grande formato, raffiguranti la fabbrica dell'estratto di carne sita a Fray Bentos. Ad oggi la prima serie è considerata una vera rarità, mentre la seconda è quotata ben 1200 euro (listino Sanguinetti 2008). Negli anni successivi seguono numerosissime altre serie, edite in varie nazioni ed in lingue differenti: ci sono infatti serie di figurine edite in francese, tedesco, italiano, fiammingo, olandese, spagnolo. Non erano le uniche figurine in circolazione, ma la stampa ottenuta con la tecnica della cromolitografia fino a 12 colori, la cura dei dettagli, la realizzazione dei soggetti il più delle volte affidata a veri e propri artisti, la presenza di descrizioni curate ed approfondite a tergo e, non da meno, il fatto di essere sempre in importanti serie da 6, 12 o 18 figurine a tema, ne fecero subito una delle serie di figurine più ricercate ed amate.

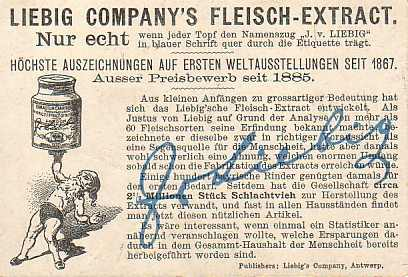
Retro di una figurina

Fino ai primi anni del Novecento la pubblicità dell'estratto di carne è parte integrante della vignetta. Spesso l'immagine del vasetto dell'estratto di carne Liebig in un certo qual modo “partecipa” alla scenetta dipinta dall'artista. Dal 1930 in poi invece immagini e diciture pubblicitarie sono limitate al retro della figurina, mentre l'intera parte frontale è riservata alla vignetta, dai temi più disparati, completamente dissociata dal prodotto Liebig. Resta soltanto la firma del barone Von Liebig posta solitamente in un angolo all'interno della cornice, in modo assai discreto. Il tutto procede fino al 1974, anno in cui cessa la produzione di figurine.

## Approfondimenti
Dopo oltre un secolo di emissioni, la collezione vanta ben 1871 serie differenti la maggior parte delle quali di formato 7 x 11 centimetri. Si parla di vere e proprie tematiche che spaziano dalla natura, alla storia … dall'arte alla scienza … e ancora dalle religioni al teatro … Difficile paragonare una collezione di serie Liebig ad una semplice raccolta di figurine; più consona l'associazione ad una vera enciclopedia illustrata, costituita da immagini e vignette dettagliate con a tergo ciascuna una didascalia. Oggi, a quasi un secolo e mezzo di distanza dalla prima emissione, il collezionismo delle figurine Liebig è in assoluto il più diffuso al mondo rispetto a tutte le altre collezioni di figurine ad oggi conosciute (Lavazza, Perugina, Au Bon Marché).

## Le serie Liebig Italiane
La prima serie Liebig edita in lingua italiana è stata la n° 65 (numerazione catalogo Sanguinetti) del 1878, costituita da 10 figurine. A questa prima emissione ne sono seguite moltissime altre sino ad arrivare a quota 1311 serie stampate interamente nella nostra lingua. Nel 1934 viene fondata la Compagnia Italiana Liebig che si occuperà lei stessa di stampare le serie di figurine Liebig edite in italiano. Di queste ben 10 (numeri di serie 92, 141, 142, 143, 144, 230, 256, 956A, 1094, 1105) sono classificate come "Rarità" e pertanto l'indicazione di un ipotetico prezzo di acquisto è un azzardo. Escluse le dieci serie rare, l'ultima quotazione aggiornata dell'intera collezione italiana ammonta a quasi cinquantamila euro: la maggior parte delle serie emesse dopo la Prima guerra mondiale hanno una quotazione decisamente bassa (anche pochi euro cadauna) e sono facilmente reperibili sul mercato a prezzi talvolta anche più bassi rispetto al listino prezzi ufficiale, mentre 670 serie Liebig Italiane si posizionano in una fascia prezzo di listino al di sotto dei 10 euro cadauna. Il modo più semplice e sicuro per acquistare oggi le figurine Liebig è rivolgersi ad un venditore specializzato di fiducia. Spesso le filatelie trattano, se pur in modo limitato (tranne qualche rara eccezione) serie di figurine Liebig e di figurine Lavazza. Diversamente, i principali canali di e-Commerce restano sicuramente eBay e Delcampe che, ad oggi, con le loro migliaia di inserzioni quotidiane offrono una vastissima scelta di serie italiane e straniere.

## Stato di conservazione

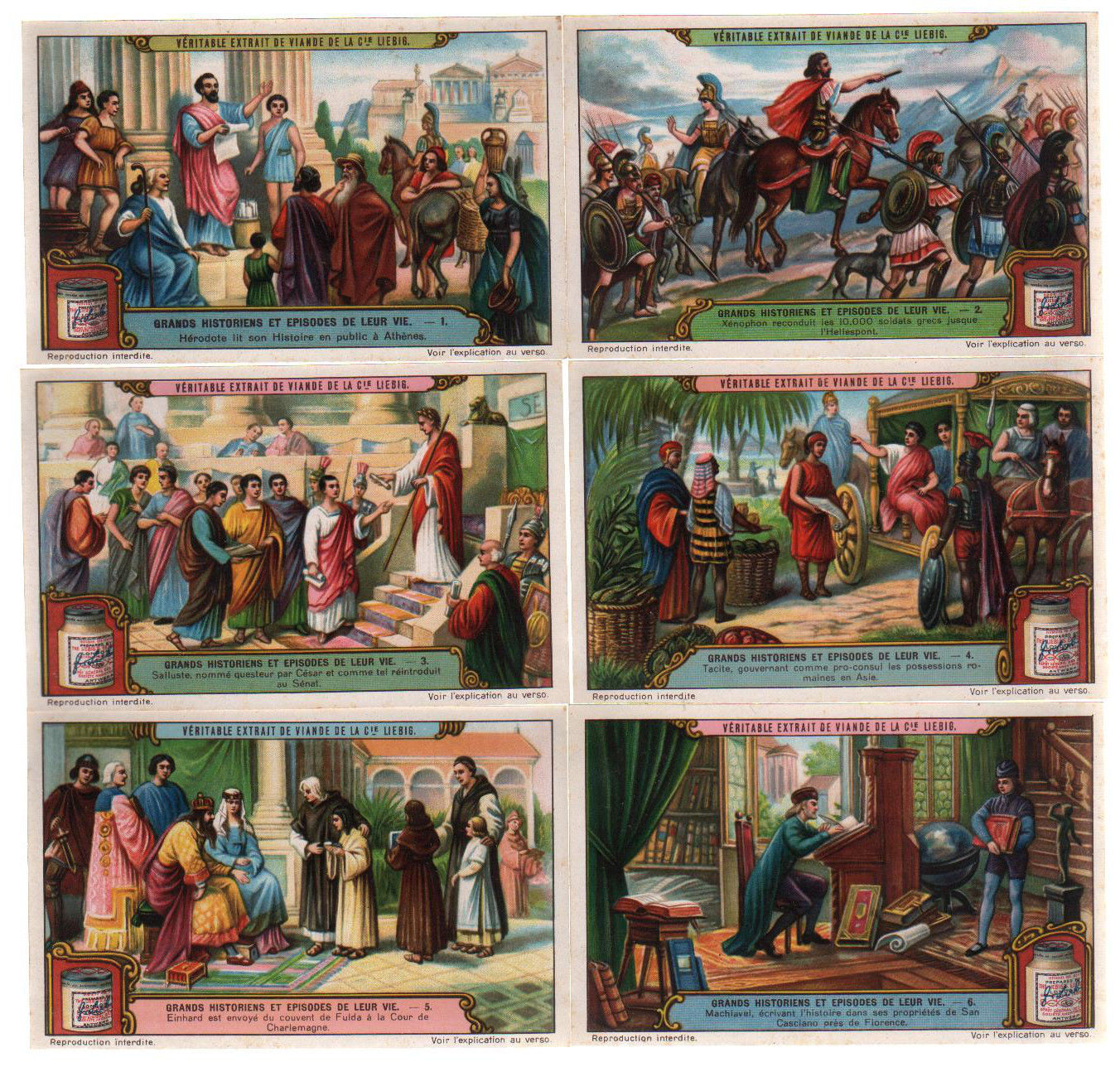
Episodi dalle vite di storici in una figurina in francese.

Poiché il collezionismo delle figurine Liebig è iniziato poco dopo la loro comparsa, sono giunte fino a noi in buono stato di conservazione anche alcuni esemplari delle prime serie di figurine emesse. Una figurina Liebig solitamente ha una dimensione di 7 x 11 cm circa, quindi è possibile percepire anche ad occhio nudo difetti o imperfezioni. Tuttavia l'ausilio di una lente d'ingrandimento, può essere utile negli studi più minuziosi. un righello trasparente, millimetrico e con le linee indicanti i millimetri sottili ci permetterà di misurare con una certa precisione lunghezza e larghezza della nostra figurina e, in caso di serie pregiate, confrontare i dati con un catalogo ufficiale che ne riporti anche le dimensioni. Purtroppo in questo il catalogo Sanguinetti non ci è di grande ausilio, mentre il catalogo Unificato mette a disposizione maggiori dettagli e informazioni utili allo scopo.
Esempi di difetti sono
- Angoli schiacciati: i quattro angoli di una figurina, se pur integri e a punta, presentano come una specie di gradino, o avvallamento, dovuto alla permanenza prolungata di tale figurina nei vecchi album d'epoca di cartone (dotati di 40 pagine per 240 figurine).
- Angoli stondati: a causa di una errata conservazione, o di maneggiamenti poco attenti, alcune figurine o intere serie possono presentare angoli non più appuntiti, ma stondati, arrotondati. All'origine tutte le figurine Liebig hanno angoli a 90° perfettamente appuntiti.
- Bordi rovinati: difetto dovuto il più delle volte a molteplici inserimenti e rimozioni di una certa figurina in vari album, e in particolare in quelli d'poca dove l'inserimento, più ancora che la rimozione può facilmente danneggiare la figurina.
- Pieghe: uno dei difetti più comuni, spesso causato dalla noncuranza o peggio dalla maldestria. Una piega abbastanza comune è riscontrabile anche lungo il lato superiore per serie con orientamento verticale, oppure lungo uno dei lati sinistro o destro per serie orizzontali causata dal tentativo di inserire la figurina negli appositi fogli trasparenti e questa incontra un minimo di resistenza.
- Residui di colla a tergo: causate dalla colla usata per incollare le figurine su album di cartone. Certe serie antiche sono state recuperate, ma presentano a tergo una o più macchie residue della colla impiegata al tempo. Nei casi più gravi è possibile che con la colla se ne siano andate anche parti della carta a tergo e con essa parte delle descrizioni e didascalie.
- Segni di elastico: causati dall'uso di un elastico usato per raggruppare le figurine appartenenti a una data serie. La gomma dell'elastico con gli anni si deteriora e il più delle volte aderisce alla carta in modo irreparabile.
- Rifilatura: figurine che avevano all'origine bordi bianchi più ampi rispetto ad altre, oppure di misure non standard, che sono state rifilate per poter essere inserite negli album a fogli trasparenti o per eliminare i bordi bianchi.
- Inchiostro che perde colore: le figurine con più di un secolo di vita ed in particolare con presenza di color oro, con gli anni subiscono una sorta di trasudazione dell'inchiostro stesso dalla carta che si evidenzia quando sono inserite in fogli trasparenti di PVC, facendo aderire la figurina alla plastica e rendendo difficile la sua rimozione.
- Umidità: l'umidità può causare lo sfogliamento della figurina o la formazione di muffa che la danneggia irreparabilmente.
- Segni e scritte a tergo: fino al 1934 le serie di figurine Liebig non riportano alcuna numerazione, tanto è vero che esistono diversi cataloghi in Europa con numerazioni differenti, per esempio in Italia esiste la numerazione Sanguinetti e la numerazione Unificato/Fada. Era pertanto consuetudine riportare a tergo di una o tutte le figurine di una serie la relativa numerazione, solitamente in matita. Se non deturpante, o meglio in matita, si tratta il più delle volte di segni accettabili.
- Timbri dei commercianti a tergo: timbri apposti a tergo dai commercianti d'epoca, alcuni considerano tali timbri sono come una sorta di firma che garantisce per l'autenticità della figurina stessa, talvolta aumentandone il valore.
- Falsificazioni: non propriamente un difetto, quanto il tentativo fraudolento di riprodurre una cromolitografia di valore non indifferente a scopo di lucro, questi falsi si discostano di molto dalla serie originale: consistenza e scivolosità della carta, tipi di inchiostri, i dettagli stessi sono ben lungi dall'avvicinarsi da un originale di fine '800.

Per poter valutare correttamente lo stato di conservazione di una figurina Liebig, una volta identificata, si deve tenere conto di tre elementi essenziali: l'epoca di appartenenza, la rarità o difficoltà di reperimento, le sue caratteristiche intrinseche (tipo di stampa, dimensioni - per alcune serie antiche e rare dove la rifilatua, ad esempio, è plausibile). Serie recenti e comuni, per nulla difficili da reperire, si potranno trovare facilmente in condizioni pari al nuovo, o ancora provviste di fascetta originale (mai inserite in album). Serie di 70/100 anni fa con bordi ed angoli perfetti, carta bianca a tergo priva di ingiallimenti o macchie, saranno già ben più difficili da trovare e nel caso saranno sicuramente un ottimo pezzo da collezione. Serie appartenenti al XIX secolo, emesse prima del 1900, difficilmente si presenteranno al pari di una serie degli anni cinquanta: angoli leggermente stondati, carta al tergo con qualche segno del tempo sono caratteristiche pressoché comuni e più che accettabili e tali figurine saranno considerate comunque sia ottimi pezzi da collezione, anche se ci sono collezionisti che conservano gelosamente serie antiche ancora oggi in perfetto stato.